# ボブ・デンバー

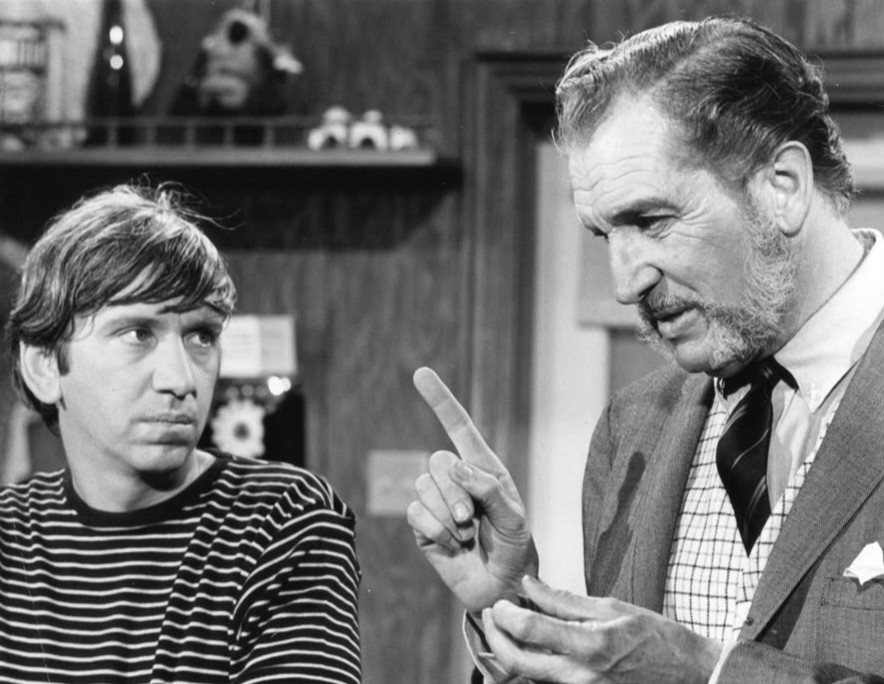
ヴィンセント・プライス（右）とボブ・デンバー。1969年当時

ボブ・デンバー（Bob Denver, 1935年1月9日- 2005年9月2日）は、アメリカ合衆国の俳優。ニューヨーク州出身。

## 出演作品

### 映画
- 恋愛留学生
- 踊れ!サーフィン
- 甘い暴走
- ティーン・ヒーローJ.J.

### テレビシリーズ
- ギリガン君SOS（ギリガン）
- ドビーの青春スペシャル
- ベイウォッチ
- ギリガン君SOS／伝説のTVドラマの裏側
- アルフ（ギリガン）